# Fancy Baggage
Pour plus de détails, voir Fiche technique et Distribution.
Fancy Baggage est un film américain réalisé par John G. Adolfi et sorti en 1929, à la fois en version muette et en version partiellement parlante.

## Fiche technique
- Réalisation : John G. Adolfi
- Scénario : C. Graham Baker
- Production : Warner Bros.
- Photographie : William Rees
- Montage : Owen Marks
- Durée : 80 minutes (8 bobines)
- Son : Vitaphone[1].
- Dates de sortie :
  - 26 janvier 1929 : version sonore
  - 23 février 1929 : version muette

## Distribution

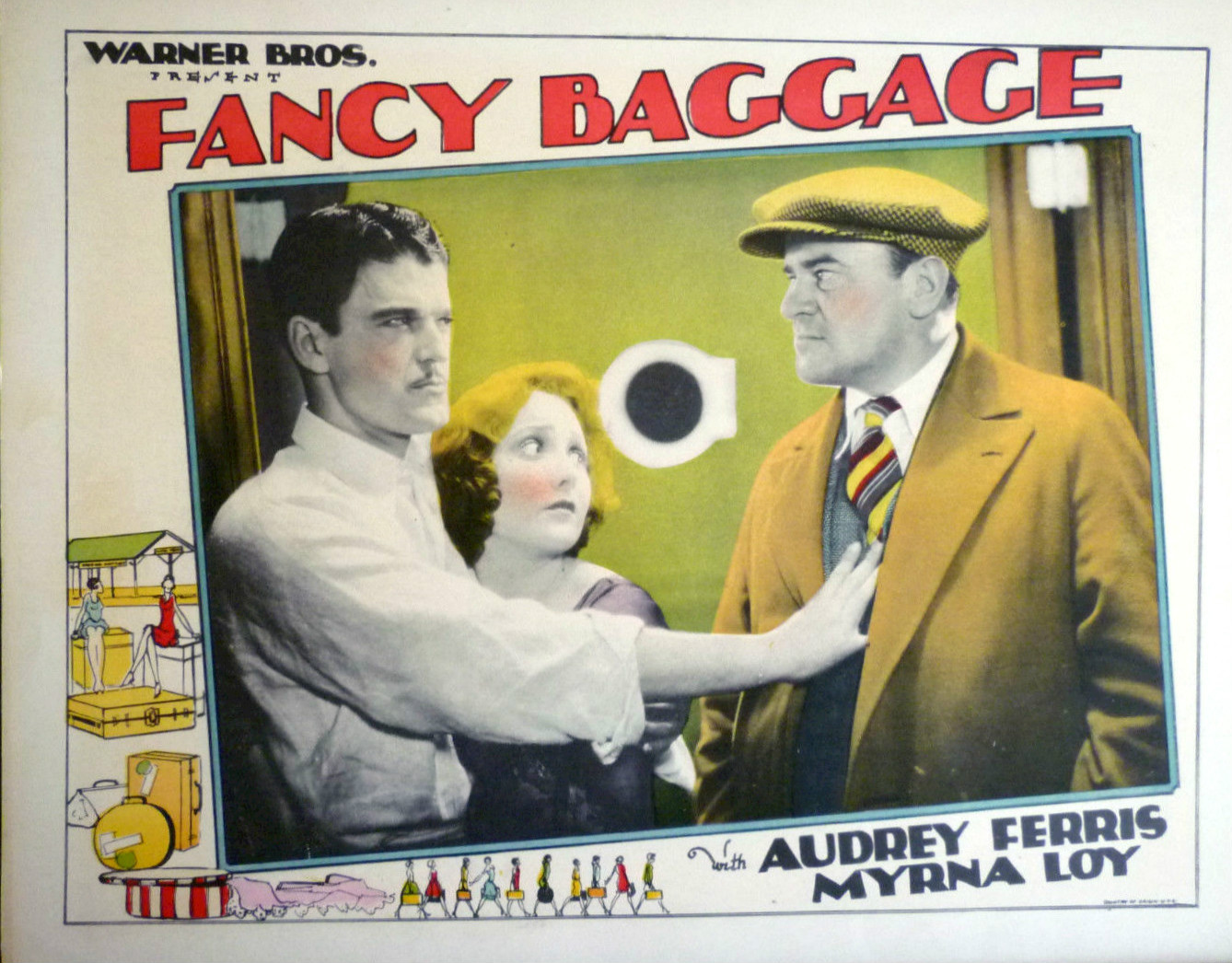
Autre carte promotionnelle du film.

- Audrey Ferris : Naomi Iverson
- Myrna Loy : Myrna
- George Fawcett : Iverson
- Hallam Cooley : Diuckey
- Wallace MacDonald : Ernest Hardin
- Edmund Breese : John Hardin
- Eddie Gribbon : Steve
- Burr McIntosh : Austin
- Virginia Sale : Miss Hickey
- Chester A. Bachman